# Taekwondo-Europameisterschaften 2021
Die Taekwondo-Europameisterschaften 2021 fanden vom 8. bis 11. April 2021 im Grand Hotel Millennium in der bulgarischen Hauptstadt Sofia statt. Veranstaltet wurden die Titelkämpfe von der European Taekwondo Union (ETU). Insgesamt fanden 16 Wettbewerbe statt, jeweils acht bei Frauen und Männern in unterschiedlichen Gewichtsklassen.
Erfolgreichste Nation war Gastgeber Russland mit viermal Gold, zweimal Silber und viermal Bronze, vor Großbritannien und Kroatien. Deutschsprachige Medaillengewinnerinnen, jeweils mit Bronze, waren Ela Aydin aus Deutschland und Marlene Jahl aus Österreich.

## Medaillengewinner

### Frauen
| Gewichtsklasse | Gold               | Silber               | Bronze                  |
| -------------- | ------------------ | -------------------- | ----------------------- |
| − 46 kg        | Lena Stojković     | Larissa Medwedewa    | Rivka Bayech            |
| − 46 kg        | Lena Stojković     | Larissa Medwedewa    | Minaya Əkbərova         |
| − 49 kg        | Adriana Cerezo     | Liana Musteață       | Jelisaweta Rjadninskaja |
| − 49 kg        | Adriana Cerezo     | Liana Musteață       | Ela Aydin               |
| − 53 kg        | Tatjana Kudaschowa | Zeliha Ağrıs         | Luca Patakfalvy         |
| − 53 kg        | Tatjana Kudaschowa | Zeliha Ağrıs         | Ilina Iwanowa           |
| − 57 kg        | Jade Jones         | Hatice Kübra İlgün   | Inese Tarvida           |
| − 57 kg        | Jade Jones         | Hatice Kübra İlgün   | Raheleh Asemani         |
| − 62 kg        | Bruna Vuletić      | Marija Štetić        | İrem Yaman              |
| − 62 kg        | Bruna Vuletić      | Marija Štetić        | Kristina Prokudina      |
| − 67 kg        | Matea Jelić        | Lauren Williams      | Nur Tatar               |
| − 67 kg        | Matea Jelić        | Lauren Williams      | Magda Wiet-Hénin        |
| − 73 kg        | Rebecca McGowan    | Milica Mandić        | Polina Chan             |
| − 73 kg        | Rebecca McGowan    | Milica Mandić        | Doris Pole              |
| + 73 kg        | Bianca Walkden     | Aleksandra Kowalczuk | Marlene Jahl            |
| + 73 kg        | Bianca Walkden     | Aleksandra Kowalczuk | Belén Morán             |

### Männer
| Gewichtsklasse | Gold                | Silber                 | Bronze                  |
| -------------- | ------------------- | ---------------------- | ----------------------- |
| − 54 kg        | Omar Salim          | Dionisios Rapsomanikis | Jahor Kaslou            |
| − 54 kg        | Omar Salim          | Dionisios Rapsomanikis | Wjatscheslaw Bowkun     |
| − 58 kg        | Cyrian Ravet        | Adrián Vicente         | Rui Bragança            |
| − 58 kg        | Cyrian Ravet        | Adrián Vicente         | Frederik Emil Olsen     |
| − 63 kg        | Hakan Reçber        | Joan Jorquera          | Jaouad Achab            |
| − 63 kg        | Hakan Reçber        | Joan Jorquera          | Simone Crescenzi        |
| − 68 kg        | Sarmat Zakojew      | Bradly Sinden          | Javier Pérez            |
| − 68 kg        | Sarmat Zakojew      | Bradly Sinden          | Konstantinos Chamalidis |
| − 74 kg        | Karol Robak         | Nedžad Husić           | Daniel Quesada          |
| − 74 kg        | Karol Robak         | Nedžad Husić           | Badr Achab              |
| − 80 kg        | Maxim Chramzow      | Milad Beigi            | Simone Alessio          |
| − 80 kg        | Maxim Chramzow      | Milad Beigi            | Raúl Martínez           |
| − 87 kg        | Juri Kiritschenko   | Mehdi Khodabakhshi     | Roberto Botta           |
| − 87 kg        | Juri Kiritschenko   | Mehdi Khodabakhshi     | Ivan Šapina             |
| + 87 kg        | Arman-Marschal Sila | Wladislaw Larin        | Iván García             |
| + 87 kg        | Arman-Marschal Sila | Wladislaw Larin        | Andrij Harbar           |

## Medaillenspiegel
| Platz  | Land                    | Gold | Silber | Bronze | Gesamt |
| ------ | ----------------------- | ---- | ------ | ------ | ------ |
| 1      | Russland                | 4    | 2      | 4      | 10     |
| 2      | Großbritannien          | 3    | 2      | —      | 5      |
| 3      | Kroatien                | 3    | —      | 2      | 5      |
| 4      | Spanien                 | 1    | 2      | 5      | 8      |
| 5      | Türkei                  | 1    | 2      | 2      | 5      |
| 6      | Polen                   | 1    | 1      | —      | 2      |
| 7      | Frankreich              | 1    | —      | 1      | 2      |
| 7      | Ungarn                  | 1    | —      | 1      | 2      |
| 7      | Belarus                 | 1    | —      | 1      | 2      |
| 10     | Bosnien und Herzegowina | —    | 2      | —      | 2      |
| 10     | Serbien                 | —    | 2      | —      | 2      |
| 12     | Aserbaidschan           | —    | 1      | 1      | 2      |
| 12     | Griechenland            | —    | 1      | 1      | 2      |
| 14     | Rumänien                | —    | 1      | —      | 1      |
| 15     | Belgien                 | —    | —      | 3      | 3      |
| 15     | Italien                 | —    | —      | 3      | 3      |
| 17     | Bulgarien               | —    | —      | 1      | 1      |
| 17     | Deutschland             | —    | —      | 1      | 1      |
| 17     | Israel                  | —    | —      | 1      | 1      |
| 17     | Lettland                | —    | —      | 1      | 1      |
| 17     | Österreich              | —    | —      | 1      | 1      |
| 17     | Portugal                | —    | —      | 1      | 1      |
| 17     | Schweden                | —    | —      | 1      | 1      |
| 17     | Ukraine                 | —    | —      | 1      | 1      |
| Gesamt | Gesamt                  | 16   | 16     | 32     | 64     |